# ニッキー・クロス
ニッキー・クロス（Nikki Cross、1989年4月21日 - ）は、イギリスの女子プロレスラー。スコットランド・グラスゴー出身。WWE所属。
本名、ニコラ・グレンクロス（Nicola Glencross）。旧リングネームにニッキー・ストーム（Nikki Storm）、ニッキー・A.S.H.（Nikki A.S.H.）がある。

## 来歴
2008年9月20日、地元スコットランドのSWAでデビュー。
2011年10月8日、日本から遠征してきたアイスリボンの藤本つかさとシングルで対戦。
2012年、EVE主催「クイーン・オブ・ザ・リング」優勝。11月10日、アルファ・フィーメルとのハードコアマッチで勝利してEVE王座奪取に成功するも、直後にJWP認定無差別級王座を防衛したばかりのさくらえみに敗れ王座陥落。
2013年2月2日、さくらと再戦して王座奪還に成功。4月に初来日を果たす。来日初戦となった4月14日のJWP後楽園ホール大会にてさくらと組み、モーリー&中森華子組と対戦し、中森にアークティック・サイクロンネックブリーカーを決めて勝利。試合後、5月5日板橋グリーンホールにて中森とEVE王座を懸けてシングルで対戦することが決まった。日本滞在中はJWPに加え、4月25日のWNC後楽園大会にも参戦し、真琴が持つWNC女子王座に挑戦した。5月5日、JWP板橋大会で中森と防衛戦を行い、2度目の防衛に成功。
2015年5月、2年ぶりの来日を果たし、スターダムに参戦。後楽園大会で紫雷イオとワンダー・オブ・スターダム王座を争う。
2016年4月7日、アメリカのメジャー団体であるWWEと契約を交わし入団。4月12日、育成施設であるWWEパフォーマンスセンターにてトレーニングを開始。同月22日、傘下団体であるNXTのNXT Liveにてデビューを飾り、マンディ・ローズと組んでリヴ・モーガン & アリーヤと対戦するが最後にリヴにムーンサルトプレスを決められ敗戦した。8月27日、リングネームをニッキー・クロス（Nikki Cross）に変更。エンバー・ムーンと対戦するが敗戦。10月12日、NXTのダスティ・ローデス・タッグトーナメント・クラシックにてエリック・ヤングとアレクサンダー・ウルフ、ソーヤー・フルトンと共にヒールユニット、サニティー（SAnitY）として登場。ウルフ & フルトンのセコンドとなり、ボビー・ルード & タイ・デリンジャーと対戦。デリンジャーを一方的に攻め、ルードは敵前逃亡。最後にデリンジャーに合体技を決めて勝利。試合後、リングに上がるとデリンジャーを襲撃した。
2019年1月14日、RAWでライオット・スクワッドvsナタリア & ベイリーの試合でナタリアとベイリーの助っ人として登場。勝利に貢献した。
2020年6月26日、スマックダウンで、アレクサ・ブリス、デイナ・ブルック、レイシー・エヴァンスとの４ウェイ戦でのスマックダウン女子王座挑戦者決定戦に勝利して挑戦者となった。
2021年6月21日、ロウで、リングネームをニッキー・ASH (Nikki A.S.H.、Almost a Superheroの略)に変更。
2022年10月24日、ロウのメインイベント、ビアンカ・ベレアーvsベイリー戦に正体不明の女性として乱入、試合後の映像パートで正体はニッキーでリングネームをニッキー・クロスに戻したことが解説者のコリー・ブレイブスによって伝えられる。
2023年10月25日、無表情で立ち尽くすだけの無気力キャラとしてロウに登場する。
2024年7月25日、6月17日から登場しているワイアット・シックス（英語: The Wyatt Sicks）のメンバーのひとりがニッキーだったことが明らかになる。

## 得意技

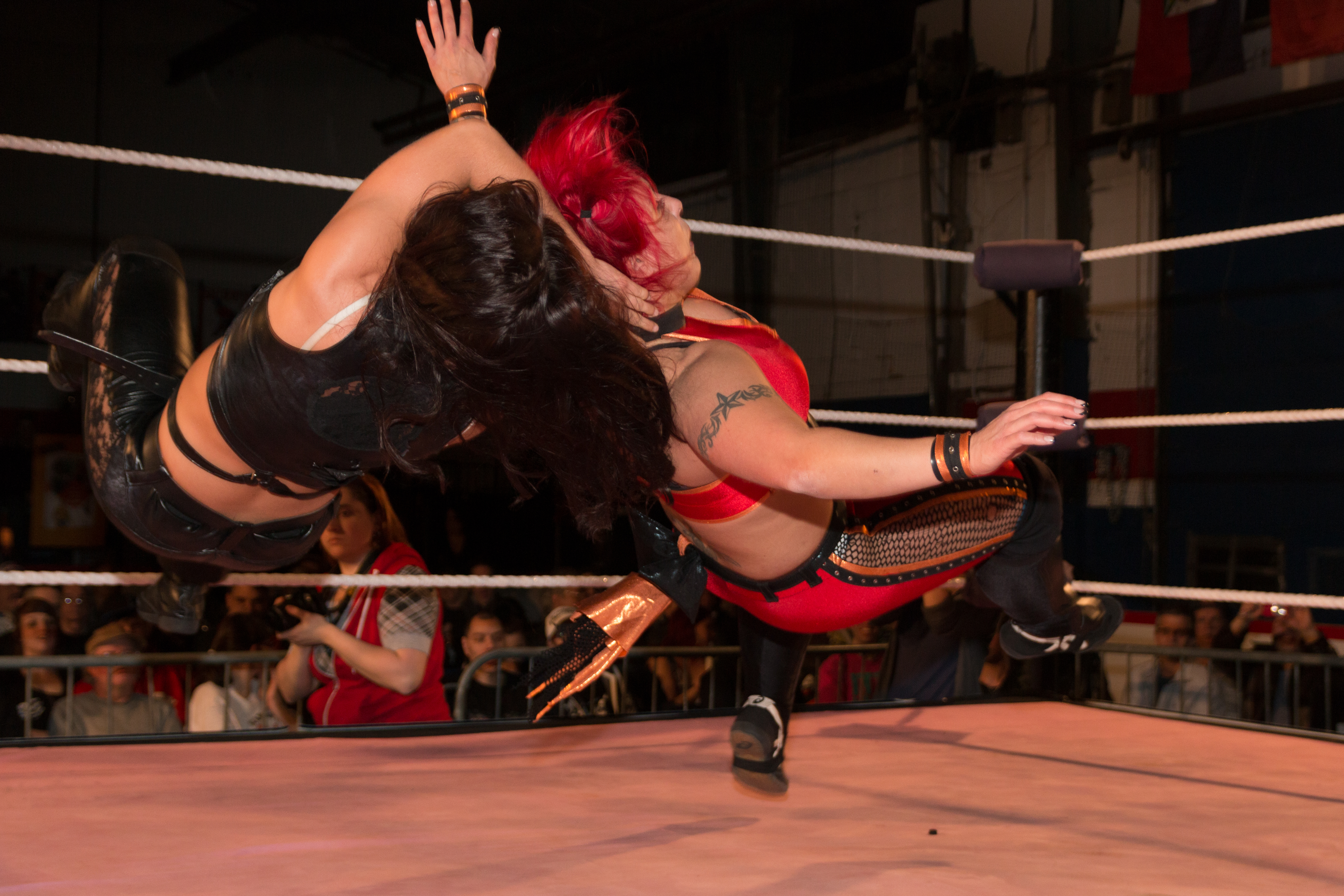
スウィンギングネックブリーカー

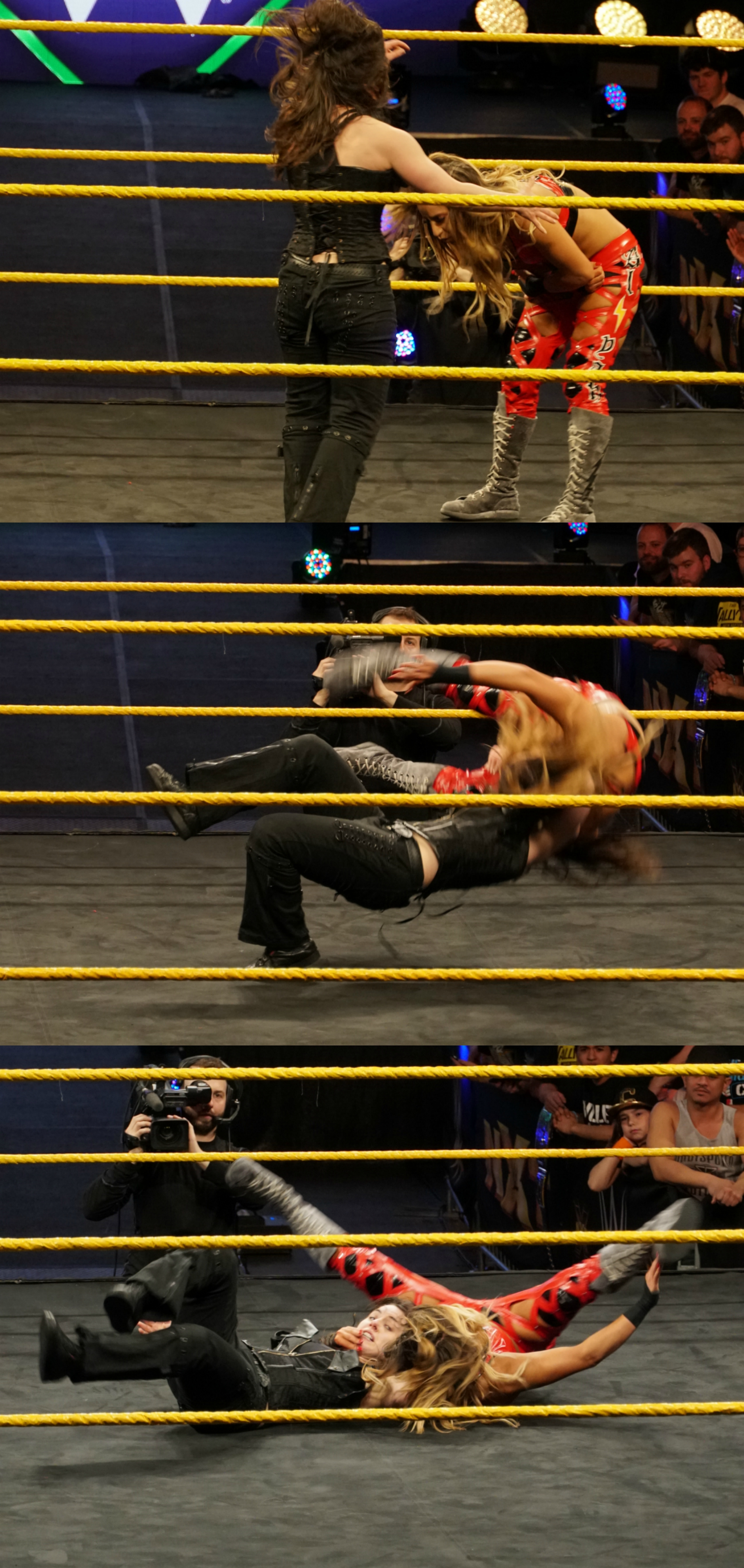
ザパージ

ザ・パージ
スイング式フィッシャーマンズ・ネックブリーカー
パーフェクトストーム
ファイヤーマンズキャリーから、みちのくドライバーIIのように前方に落とす。
中邑真輔のランドスライド、佐々木義人 (プロレスラー)のハリケーンドライバーと同型技。
サイクロンネックブリーカー
スウィンギングネックブリーカー
ヘイル・ストーム
ダイビング・ヘッドバット
アイ・オブ・ザ・ストーム
変形クロスフェイス

## 獲得タイトル
WWE
- 24/7王座 : 1回
- WWE女子王座 / WWEロウ女子王座 : 1回
- WWE女子タッグ王座 : 3回

w / アレクサ・ブリス : 2回
w / リア・リプリー
　EVE
- EVE王座 : 3回
- W3L女子王座 : 1回

## その他
- 2008年より交際し、共にサニティーのメンバーだったキリアン・デイン（ダミアン・マックル）と、2019年1月に結婚した[18]。
- 2023年7月10日、オンラインコースを受講していたエディンバラ大学を卒業し歴史学の修士号を得たことをTwitterから報告した。修士論文のテーマは女子プロレスである[19]。
- 2023年4月28日、過去の写真がSNSで話題になったことにふれ、この時は見栄えとは逆さまにメンタルが最悪であったと述べた。そしてセラピーを受けたことが最善の決断であり、自分は弱いと思われたくなくてすべて隠してしまったがそれは間違っていた、助けを求めるのは弱いことではない、自分のために時間を割くことも弱いことではない、他人の評価よりも大切なことがあるとファンに伝えた[20]。